# Xylobolus annosus
Xylobolus annosus är en svampart som först beskrevs av Berk. & Broome, och fick sitt nu gällande namn av Boidin 1958. Xylobolus annosus ingår i släktet Xylobolus och familjen Stereaceae.   Inga underarter finns listade i Catalogue of Life.